# Objecte celeste
Un objecte celeste o cos celeste és una agregació de matèria situada a l'espai exterior.
Tot i que les formes cos celeste i objecte celeste s'utilitzen com a sinònimes, es tendeix a reservar cos celeste per a les entitats astronòmiques compactes (planetes, estels, satèl·lits, cometes, forats negres...) i objecte celeste per a les difuses i per als conjunts de cossos celestes com ara cúmuls i galàxies; alguns especialistes, en canvi, consideren que objecte celeste té un sentit genèric i que pot aplicar-se a qualsevol agregació de matèria de l'espai exterior, sigui una entitat compacta (és a dir, un cos celeste), una entitat difusa o bé un conjunt de cossos. Altres vegades es considera objecte celeste un superordinat, que pot aplicar-se a qualsevol agregació de matèria de l'espai exterior, sigui una entitat compacta, difusa o bé un conjunt de cossos.

## Història
Els objectes celestes com els planetes, les nebuloses, els asteroides i els estels han estat observats des de fa milers d'anys, encara que les primeres cultures consideraven aquests cossos com deus o deïtats. Aquestes primeres cultures reconeixien com a molt importants els moviments d'aquests cossos, ja que els utilitzaven com a ajuda per navegar a grans distàncies, distingir les estacions i determinar quan plantar els cultius. Durant l'edat mitjana, les cultures van començar a estudiar més de prop els moviments d'aquests cossos. Diversos astrònoms d'Orient Mitjà van començar a fer descripcions detallades d'estrelles i nebuloses, i confeccionaven calendaris més precisos basats en els moviments d'aquestes estrelles i planetes. A Europa, els astrònoms es van centrar més en aparells que ajudessin a estudiar els objectes celestes i en la creació de llibres de text, guies i universitats per ensenyar a la gent més sobre astronomia.
Durant la revolució científica, en 1543, model heliocèntric de Nicolaus Copèrnic. Aquest model descrivia a la Terra, juntament amb tots els altres planetes com a cossos celestes que orbitaven al voltant del Sol situat al centre del sistema solar. Johannes Kepler va descobrir les  lleis de Kepler del moviment planetari, que són propietats de les òrbites que compartien els cossos astronòmics això va servir per millorar el model heliocèntric. En 1584, Giordano Bruno va proposar que totes les estrelles distants són els seus propis sols, sent el primer en segles a suggerir aquesta idea. Galileo Galilei va ser un dels primers astrònoms a utilitzar telescopis per observar el cel, en 1610 va observar quatre llunes més grans de Júpiter, ara anomenades les llunes galileanes. Galileu també va realitzar observacions de les fases de Venus, cràters a la Lluna i taques solars al Sol. L'astrònom Edmond Halley va aconseguir predir amb èxit el retorn del cometa de Halley, que ara porta el seu nom en 1758. En 1781, Sir William Herschel va descobrir el nou planeta Urà, sent el primer planeta descobert no visible a simple vista.
Als segles segle xix i segle xx, les noves tecnologies i les innovacions científiques van permetre als científics ampliar enormement els seus coneixements sobre l'astronomia i els objectes astronòmics. Van començar a construir telescopis i observatoris més grans i els científics van començar a imprimir imatges de la Lluna i altres cossos celestes en plaques fotogràfiques. Es van descobrir noves longituds d'ona de llum no vistes per l'ull humà i es van fabricar nous telescopis que van permetre veure objectes astronòmics en altres longituds d'ona de llum. Joseph von Fraunhofer i Angelo Secchi van ser pioners en el camp de l'espectroscòpia, que va permetre observar la composició d'estrelles i nebuloses, i molts astrònoms van poder determinar les masses d'estrelles binàries basant-se en els seus elements orbitals. Es van començar a utilitzar ordinadors per observar i estudiar quantitats massives de dades astronòmiques sobre les estrelles, i noves tecnologies com el fotòmetre fotoelèctric van permetre als astrònoms mesurar amb precisió el color i la lluminositat de les estrelles, cosa que els va permetre predir la seva temperatura i massa. En 1913, els astrònoms Ejnar Hertzsprung i Henry Norris Russell van desenvolupar, independentment l'un de l'altre, el diagrama de Hertzsprung-Russell, que traçava les estrelles en funció de la seva lluminositat i color i permetia als astrònoms examinar fàcilment les estrelles. Es va descobrir que les estrelles queien comunament en una banda d'estrelles anomenada seqüència principal en el diagrama. Un esquema refinat per a la classificació estel·lar va ser publicat en 1943 per William Wilson Morgan i Philip Childs Keenan basat en el diagrama de Hertzsprung-Russel. Els astrònoms també van començar a debatre si existien altres galàxies més enllà de la Via Làctia, aquests debats van acabar quan Edwin Hubble va identificar la Galàxia d'Andromeda com una galàxia diferent, junt amb moltes altres allunyades de la Via Làctia.

## Grandària dels cossos celestes
A l'espai exterior hi ha objectes de la mida d'un gra de sorra (que si xoquen contra un altre objecte o un astronauta són anomenats micrometeorits), milers d'asteroides i estels, amb formats que van des d'uns pocs metres fins a més de 100 km. Considerant els objectes de mida proper al de la Terra, fins als més grans coneguts (excloent les agrupacions com cúmuls estel·lars i  galàxies), a continuació uns exemples de les mides dels cossos celestes: 

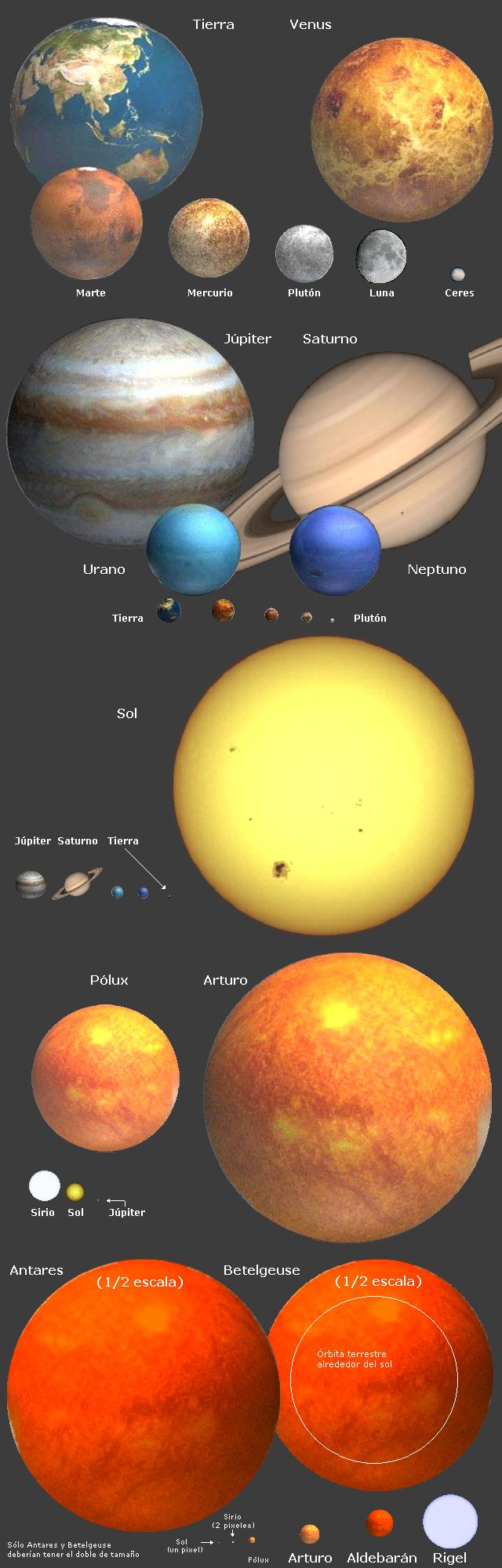
Cinc grups de figures comparatives, representant la mida a escala (dins de cada grup) de diversos cossos celestes, excepte per a Antares i Betelgeuse, que haurien de tenir el doble de grandària.

- Ceres, planeta nan abans considerat el més gran dels asteroides, amb 975 km en el seu eix major i 909 km en el menor.
- La Lluna, de 3 474,8 km en el seu diàmetre equatorial.
- Plutó, de 2 390 km.
- Mercuri, amb 4 879,4 km en el seu diàmetre equatorial (R ≈ ⅓ R{\displaystyle _{\oplus }}).
- Mart, amb 6 804,9 km en el seu diàmetre equatorial (R ≈ ½ R{\displaystyle _{\oplus }}).
- Sírius B, estrella nana companya de Sírius A, d'uns 10 500 km, menor que la nostra Terra.
- Venus, amb 12 103,6 km íd (R ≈ R{\displaystyle _{\oplus }})
- Terra, amb 12 756,28 km íd. i radi R{\displaystyle _{\oplus }} = 6 371 km.
- Neptú, amb 49 572 km íd. (R ≈ 4 R{\displaystyle _{\oplus }})
- Urà, de 51 118 km íd. (R ≈ 4 R{\displaystyle _{\oplus }})
- Saturn, de 120 536 km (R ≈ 9 R{\displaystyle _{\oplus }})
- Júpiter, de 142 984 km íd. (R ≈ 11 R{\displaystyle _{\oplus }})[5]
- El Sol, d'1 392 000 km i radi Rʘ = 695 700 km.
- Sírius, d'uns 2,2 ×106 km (R ≈ 1,6 Rʘ o  1,6 vegades el radi del Sol)
- Pòl·lux, d'aproximadament 9 ×106 km o radi igual a 8,5 Rʘ.
- Arcturus, d'aprox. 22,13 ×106 km (R ≈ 15,9 Rʘ).
- Aldebaran, d'aprox. 34,8 ×106 km (R ≈ 25 Rʘ).
- Rigel, d'uns 9,8 ×107 km (R ≈ 70 Rʘ).
- Betelgeuse, d'aprox. 8,5 ×108 km (R ≈ 650 Rʘ).
- Antares, d'aprox. 9,75 ×108 km (R ≈ 700 Rʘ).[6][7]

## Forma

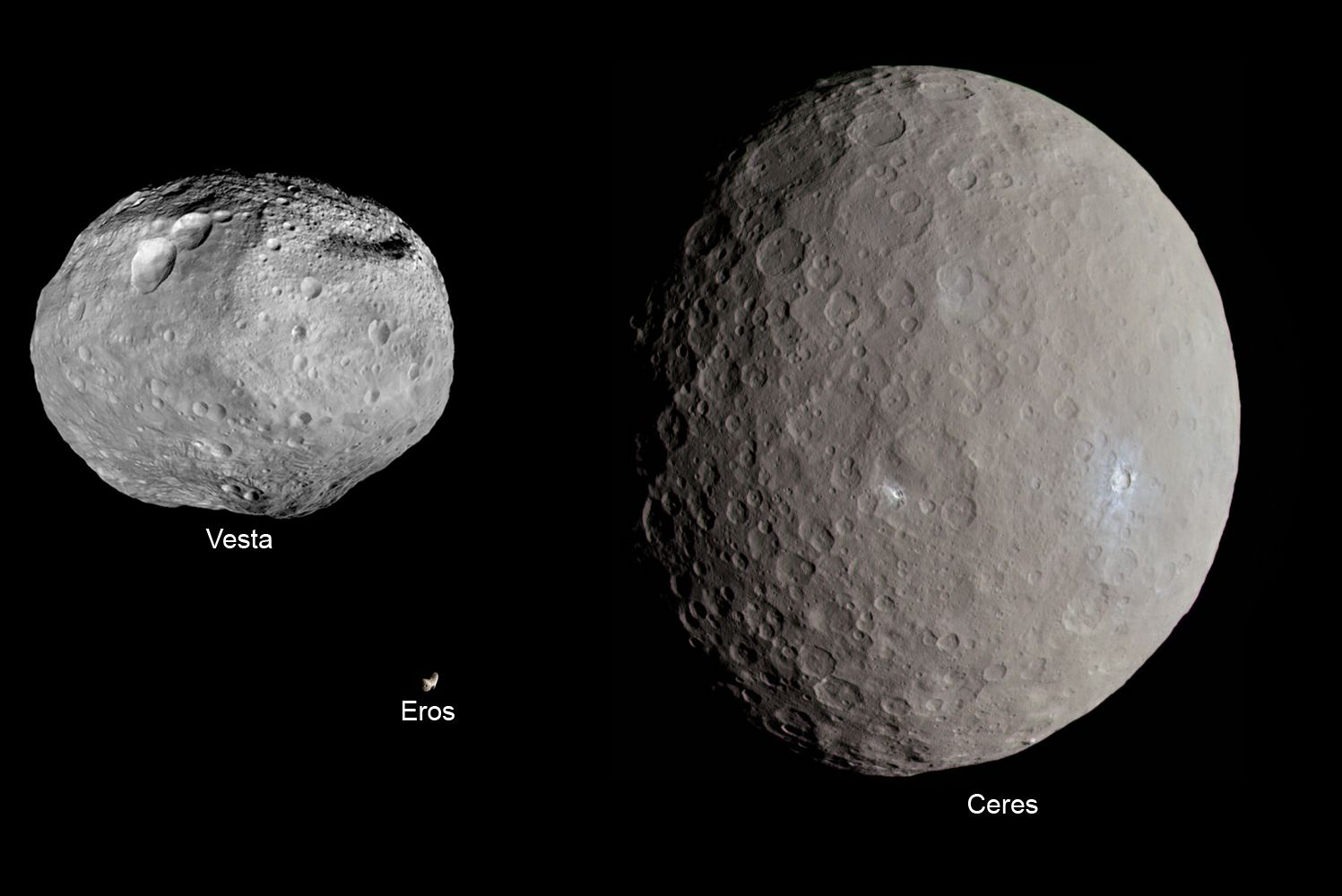
Imatge composta que mostra el planeta nan rodó Ceres; el lleugerament més petit, majoritàriament rodó Vesta; i el molt més petit, molt més grumós Eros

Les definicions de planeta de la UAI i el planeta nan requereixen que un cos astronòmic en òrbita solar hagi passat pel procés d'arrodoniment per assolir una forma més o menys esfèrica, un èxit conegut com a equilibri hidroestàtic. La mateixa forma esferoidal pot veure's des de planetes rocosos més petits com Mart fins a gegants gasosos com Júpiter.
Qualsevol cos natural en òrbita solar que hagi assolit l'equilibri hidroestàtic és classificat per la UAI com un cos menor del sistema solar (SSSB). Aquests venen en moltes formes no esfèriques que són masses grumoses acumulades a l'atzar per la pols i la roca que cauen; no cau prou massa per generar la calor necessària per completar l'arredoniment. Alguns SSSB són només col·leccions de roques relativament petites que es mantenen feblement juntes per la gravetat, però que en realitat no estan fusionades en un sol llit rocós gran. Alguns SSSB més grans són gairebé rodons, però no han aconseguit l'equilibri hidroestàtic. El petit cos del sistema solar 4 Vesta és prou gran per a haver patit almenys una diferenciació planetària parcial.
Les estrelles com el Sol també són esferoidals a causa dels efectes de la gravetat en el seu plasma, que és un fluid que flueix lliurement. La fusió estel·lar en curs és una font molt més gran de calor per a les estrelles en comparació amb la calor inicial alliberada durant la formació.

## Galàxia i més grans
Es pot considerar que l'univers té una estructura jeràrquica. En les escales més grans, el component fonamental del conjunt és la galàxia. Les galàxies s'organitzen en grups i cúmuls, sovint dins de supercúmuls més grans, que s'enfilen al llarg de grans filaments entre buits gairebé buits, formant una xarxa que abasta tot l'univers observable.
Les galàxies presenten una gran varietat de morfologies, amb formes irregulars, el·líptiques i similars a un disc, depenent de les seves històries de formació i evolució, incloent-hi la interacció amb altres galàxies, que pot portar a una fusió. Les galàxies de disc abasten les lenticulars i espirals amb característiques com braços espirals i un halo diferent. Al nucli, la majoria de les galàxies tenen un forat negre supermassiu, que pot donar lloc a un nucli galàctic actiu. Les galàxies també poden tenir satèl·lits en forma de galàxies nanes i cúmuls globulars.